# Oscar Linnér
Oscar Linnér, né le 23 février 1997 à Danderyd, est un footballeur suédois. Il évolue au poste de gardien de but au Brescia Calcio prêté par le de l'Arminia Bielefeld.

## Biographie
En 2016, Linnér signe son premier contrat professionnel d'une durée de quatre ans avec l'AIK Fotboll. Linnér fait ses débuts avec l'AIK Fotboll lors d'un match de Ligue Europa contre le Vaasan Palloseura le 2 juillet 2015. Trois jours plus tard, il fait ses débuts en championnat contre le Kalmar FF.